# Two Americas
Two Americas (рус. Две Америки) — сюжетная арка писателя Эда Брубейкера и художника Люка Росса, опубликованная издательством «Marvel Comics» в мае-июне 2010 года в выпусках Captain America № 602—605. Сюжет сосредоточен вокруг нового Капитана Америки Баки Барнса и супергероя Сокола, которые привлечены к расследованию деятельности антиправительственной организации во главе с Уильямом Бёрнсайдом — Капитаном Америкой 1950-х годов.

## Связь с реальными событиями
В выпуске Captain America № 602 показан сюжет, сходный с так называемыми восстаниями чайной партии. На страницах выпуска были изображены толпы протестующих с лозунгами в духе «Нет новым налогам» и «Стоп социализму», а Сокол бросил реплику, что это явный расистский ход, так как толпа состоит только из белых граждан. Инцидент получил освещение в блогосфере и периодике, а позже редактор Marvel Джо Кесада прокомментировал сюжет, сказал, что это была ошибка художника, писавшего текст, а сама группа протестантов не имеет ничего общего с Чайной партией, и даже принёс свои извинения:
Вместо того, чтобы углубиться в историю, вы пошли по ложному пути. Начальное обсуждение сюжета включало группу, похожую на Движение чаепития, однако Эд [Брубейкер] просто изобразил толпу демонстрантов, протестующих против повышения налогов, чтобы показать одно из настроений, бытующих в это время в Америке. И он не думал, что изображает какую-то конкретную группу.

## Коллекционные издания
Сюжетная арка была собрана в коллекционном выпуске:
- Captain America: Two Americas (включает в себя Captain America № 602—605 и уан-шот Who Will Wield The Shield? (рус. Кому достанется щит?), 128 стр., август 2010, ISBN 0-7851-4510-9).